# American Tragedy
American Tragedy je druhé studiové album americké rap rockové skupiny Hollywood Undead. Produkce alba začala po příchodu Daniela Murilla do kapely na začátku roku 2010 a trvala až do prosince stejného roku. K produkci alba se vrátili také Don Gilmore a Ben Grosse, kteří pomohli při vydání debutového alba Swan Songs (2008), a několik dalších producentů, včetně Kevina Rudolfa, Sama Hollandera, Dave Katze, Griffina Boiceho, Jeffa Halavacse a Jacoba Kashera. Album je žánrově tvrdší a obsahuje temnější texty než kapela původně zamýšlela. American Tragedy mělo původně vyjít v březnu 2011, nakonec ale bylo vydánoaž 5. dubna 2011, nejprve ve Spojených státech, následně i v dalších zemích. Remix alba, American Tragedy Redux, byl vydán 21. listopadu 2011.
Album debutovalo na čtvrtém místě amerického žebříčku Billboard 200. Během prvního týdne ve Spojených státech se ho prodalo přibližně 67 000 kopií a nakonec se stalo 142. nejprodávanějším albem roku 2011 v USA. Stejný úspěch album slavilo v několika dalších zemích, včetně Kanady a Velké Británie. American Tragedy obdrželo protichůdné recenze. Kritici souhlasně připomínali temnější a vážnější tón alba. Texty byly široce kritizovány, na rozdíl od energie a instrumentů, které byly chváleny ve většině recenzí.

## Seznam skladeb
| Standardní edice | Standardní edice    | Standardní edice |
| Pořadí           | Název               | Délka            |
| ---------------- | ------------------- | ---------------- |
| 1.               | „Been to Hell“      | 3:23             |
| 2.               | „Apologize“         | 3:27             |
| 3.               | „Comin' in Hot“     | 3:43             |
| 4.               | „My Town“           | 3:36             |
| 5.               | „I Don't Wanna Die“ | 3:59             |
| 6.               | „Hear Me Now“       | 3:34             |
| 7.               | „Gangsta Sexy“      | 3:54             |
| 8.               | „Glory“             | 3:34             |
| 9.               | „Lights Out“        | 3:51             |
| 10.              | „Coming Back Down“  | 3:23             |
| 11.              | „Bullet“            | 3:18             |
| 12.              | „Levitate“          | 3:24             |
| 13.              | „Pour Me“           | 4:03             |
| 14.              | „Tendencies“        | 3:32             |
| Celková délka:   | Celková délka:      | 50:41            |

| Deluxe edice   | Deluxe edice     | Deluxe edice |
| Pořadí         | Název            | Délka        |
| -------------- | ---------------- | ------------ |
| 15.            | „Mother Murder“  | 4:10         |
| 16.            | „Lump Your Head“ | 3:37         |
| 17.            | „Le Deux“        | 3:45         |
| 18.            | „S.C.A.V.A.“     | 4:04         |
| Celková délka: | Celková délka:   | 66:17        |

| iTunes bonusová skladba | iTunes bonusová skladba | iTunes bonusová skladba |
| Pořadí                  | Název                   | Délka                   |
| ----------------------- | ----------------------- | ----------------------- |
| 19.                     | „Street Dreams“         | 4:04                    |
| Celková délka:          | Celková délka:          | 70:21                   |

## Tvůrci

### Hollywood Undead
- Daniel "Danny" Murillo - zpěv
- Jorel "J-Dog" Decker - zpěv, piano
- Matthew "Da Kurlzz" Busek – doprovodný zpěv, bicí
- Dylan "Funny Man" Alvarez - zpěv
- George "Johnny 3 Tears" Ragan - zpěv
- Jordon "Charlie Scene" Terrell - zpěv, kytary

### Produkce
- Don Gilmore - produkce, text
- Griffin Boice – text, technika, mixování, kytary, baskytara, bicí, perkuse, varhany, programování, struny
- Ben Grosse – produkce, technika, mixování, klávesy, programování, text
- Jeff Halatrax – produkce, kytary
- Kevin Rudolf – produkce, technika, instrumentace, text
- S*A*M – produkce, programování, text
- Sean Gould – technika, mixování, kytary, baskytara, programování
- Ken Dudley – technika
- Paul Pavao – technika
- Mark Kiczula – technika
- Jeremy Miller - asistent technika
- Grant Michaels – asistent technika, programování
- Graham Hargrove - asistent technika
- Sean Curiel – bicí technika
- Dylan Dresdow – mixování
- Serban Ghenea – mixování
- John Hanes – mixování
- Jaime Martinez – asistent mixování
- Tim Roberts – asistent mixování
- Jonas Åkerlund – fotografie
- Jeff Janke – fotografie
- Rogelio Hernandez II – výtvarný směr, design
- James Diener – dramaturgie